# Olga Iwanowna Mitjajewa

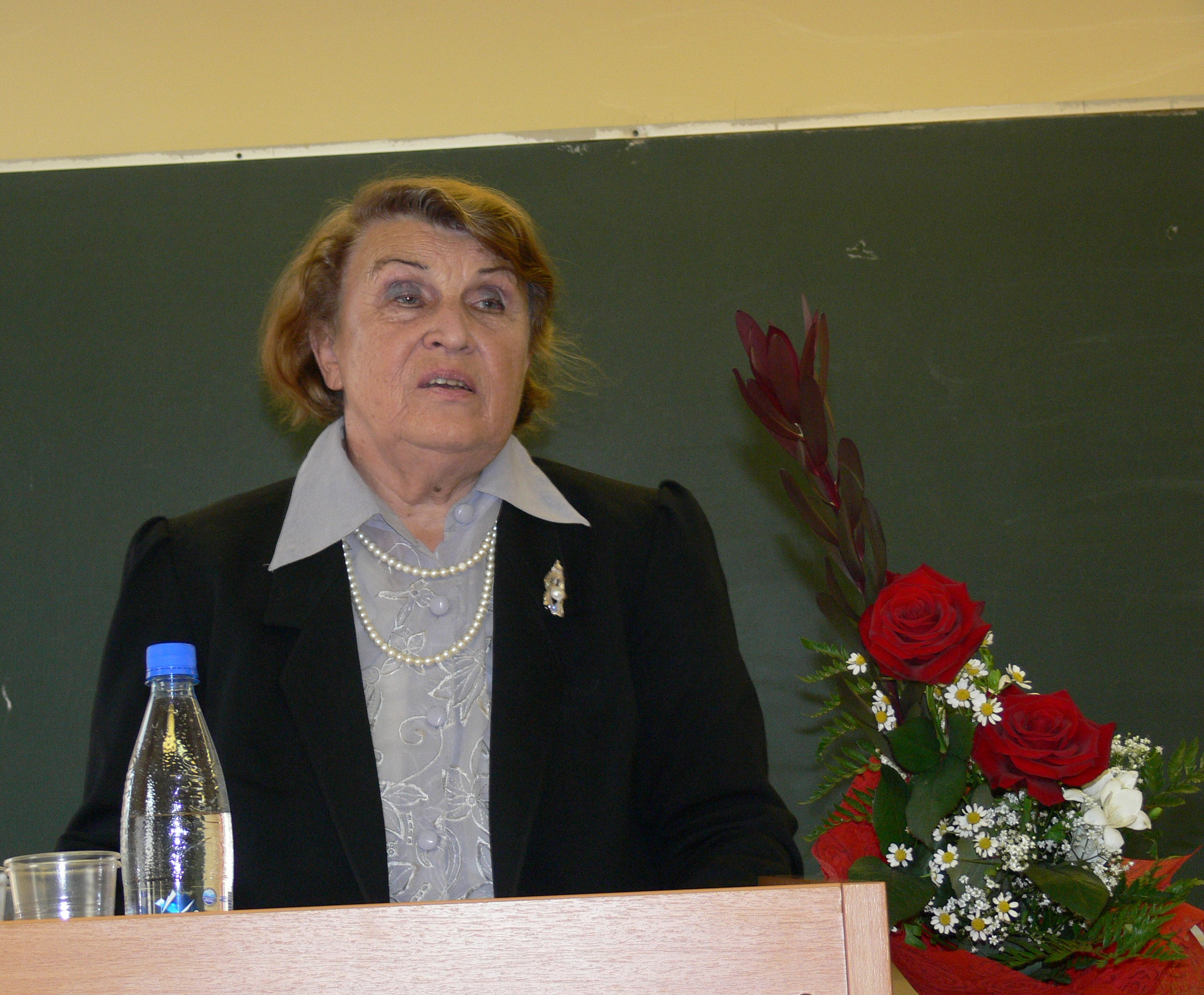
Olga Iwanowna Mitjajewa (2007)

Olga Iwanowna Mitjajewa (russisch Ольга Ивановна Митяева; * 30. August 1929 im Dorf Fofanowo bei Sapadnaja Dwina) ist eine sowjetisch-russische Historikerin und ehemalige Hochschullehrerin.

## Leben
Mitjajewa studierte an der Lomonossow-Universität Moskau (MGU) in der Historischen Fakultät mit Abschluss 1952.
Im September 1953 begann Mitjajewa als Assistentin an der MGU Geschichte zu lehren. Sie absolvierte de Aspirantur bei Miliza Wassiljewna Netschkina. 1959 verteidigte Mitjajewa mit Erfolg ihre Dissertation über die Kommunistische Partei als Organisatorin des Aufschwungs der Kultur- und Bildungsarbeit im Dorf während des ersten Fünfjahresplans (1928–1932) für die Promotion zur Kandidatin der historischen Wissenschaften. Ab 1965 arbeitete sie als Dozentin mit Verleihung des Titels Dozent 1971.
Mitjajewas Forschungsschwerpunkte wurden die Geschichte Russlands, die Geschichtsschreibung, die Kulturgeschichte und die zwischennationalen Beziehungen.
1979 verteidigte Mitjajewa mit Erfolg ihre Doktor-Dissertation über die kommunistische Partei als Organisatorin der kulturellen Umgestaltung des Dorfes während des sozialistischen Umbaus der Landwirtschaft (1927–1937), der die Zwangskollektivierung, die Entkulakisierung und den NKWD-Befehl Nr. 00447 einschloss, für die Promotion zur Doktorin der historischen Wissenschaften 1980.
1980 wurde Mitjajewa Professorin des Lehrstuhls für Geschichte des Instituts für Berufsvorbereitung und Fortbildung (IPPK) für Lehrende der Geistes- und Sozialwissenschaften der MGU (Titelverleihung 1982). 1999 wurde sie als Verdiente Professorin der MGU geehrt. 2009 wurde sie Professorin des Lehrstuhls für Politikgeschichte und -theorie der Fakultät für Politologie der MGU. Mitjajewa betreute 40 Kandidat- und 9 Doktorarbeiten der Geschichtswissenschaften und war Autorin bzw. Mitautorin einer Vielzahl von Veröffentlichungen. Zu ihren Schülern gehören Michail Anatoljewitsch Babkin und Andrei Jurjewitsch Schutow. 2014 erschien ihre Monografie über das Wirken Pawel Nikolajewitsch Miljukows in der Emigration.